# Borek (powiat gorzowski)
Borek – wieś w Polsce położona w województwie lubuskim, w powiecie gorzowskim, w gminie Deszczno.
W latach 1975–1998 miejscowość należała administracyjnie do województwa gorzowskiego.

## Zabytki
Do wojewódzkiego rejestru zabytków wpisany jest:
- kościół fil. pw. Najświętszego Serca Pana Jezusa, z 1906 r.

## Turystyka
W miejscowości znajduje się rezerwat przyrody „Santockie Zakole”. Teren ten sprzyja uprawianiu turystyki pieszej i rowerowej.

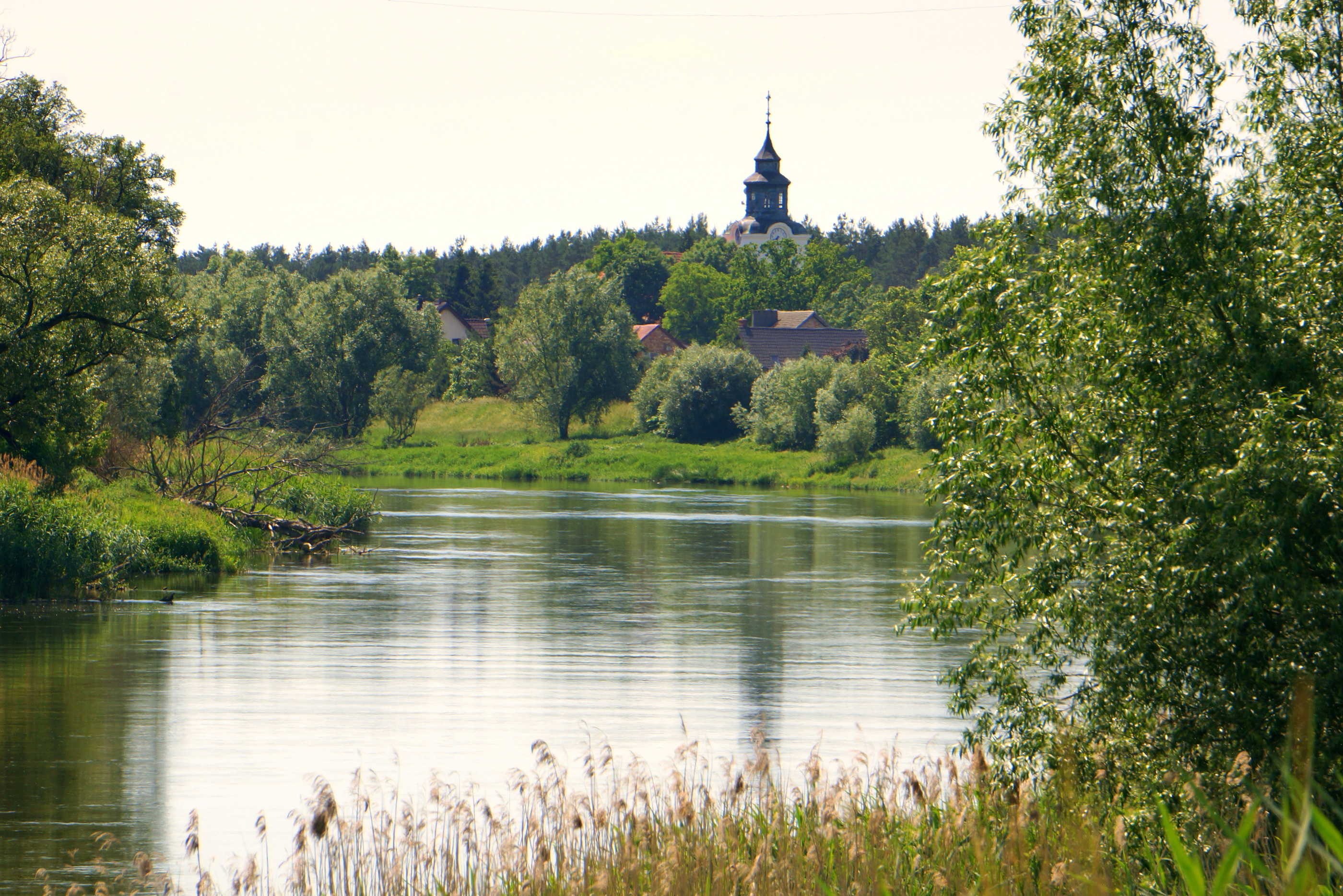
Warta w Borku